# TOI-6894
TOI-6894 är en röd dvärg på ett avstånd av cirka 240 ljusår ifrån jorden som syns i stjärnbilden lejonet. Den har en massa av ungefär 0,21 solmassor. Stjärnan upptäcktes på foton som togs mellan 18 februari och 18 mars 2020 av rymdskeppet TESS. Stjärnans ljusstyrka är 250 gånger mindre än solens ljusstyrka.
Påfallande är den tillhörande exoplaneten TOI-6894 b som är endast 2,5 gånger mindre än stjärnan. Det är en gasplanet som liknar saturnus i storleken. Flera studier som publicerades före juni 2025 indikerade att stjärnor med en massa som motsvarar 0,3 av solens massa saknar förmåga att ha en gasjätte som planet. Exoplaneten upptäcktes med hjälp av Very Large Telescope, Magellan Telescopes och andra teleskop på jorden. På grund av stjärnans låga temperatur är även exoplaneten kylig på ytan. Planeten behöver 3,37 dagar för ett varv kring stjärnan.